# Židovka
Die Židovka (ursprünglich Stekelnice, später auch Srbský potok; deutsch Sichler Bach) ist ein linker Nebenfluss der Metuje (Mettau). Das von ihr durchflossene Gebiet gehört zum Powiat Kłodzki in der Woiwodschaft Niederschlesien in Polen sowie zum Okres Náchod im Královéhradecký kraj in Tschechien. 
Bedeutung erlangte die spätere Židovka als historisch belegter Grenzfluss zwischen der Herrschaft Nachod und der Stiftsherrschaft Politz. Die Grenze wurde mit einem Vertrag aus dem Jahre 1254 zwischen Hron von Nachod und dem Břevnover Abt Martin festgelegt.
Bis zur Aufhebung des Politzer Benediktinerklosters 1785 im Rahmen der Josephinischen Reformen bildete die Židovka ab Machov (Machau) bis zu ihrer Einmündung in die Metuje die Grenze zwischen dem Klostergut und der Herrschaft Nachod. 

## Entwicklung des Flussnamens
Erstmals erwähnt wurde der später als Židovka bezeichnete Bach im Jahre 1213 als Stekelnice. Diesen Namen, der Toller Bach bzw. Wilder Bach bedeutet, erhielt sie vermutlich von den ersten Waldhegern oder Jägern wegen des wilden Rauschens beim Absturz durch eine Schlucht unterhalb von Pasterka (Passendorf). Bei dem erwähnten Vertrag aus dem Jahre 1254 erscheint erstmals auch die Bezeichnung flumen Zürbcsca und später Srbský potok bzw. Sichler Bach, woraus sich ergibt, dass das Dorf Nízká Srbská (Niedersichel) damals bereits existierte. Zu einer weiteren Namensveränderung kam es nach 1636, als der Hochsichler Freibauernhof an einen Jakub Žid gelangte, dessen Flure bis an den Fluss reichten. Auf diesen bzw. dessen Nachkommen, die den Freibauernhof mit Unterbrechungen bis 1848 bewirtschafteten, geht die Flussbezeichnung „Židovka“ zurück, die mit der Zeit die vorhergehenden Benennungen verdrängte. Auf heutigen Landkarten findet sich manchmal bis Nízka Srbská die Bezeichnung Stekelnice und danach bis zur Einmündung in die Mettau die Bezeichnung Židovka.

## Flussverlauf
Die Židovka entspringt im Glatzer Land am nordwestlichen Fuße der Großen Heuscheuer. Sie fließt zunächst über eine Hochebene Richtung Pasterka (Passendorf) und stürzt sich danach in Richtung Nord-West in eine enge Schlucht abwärts, die als Peklo, Piekło bzw. Hölle bezeichnet wird. Danach fließt die Židovka über die Landesgrenze nach Tschechien. Dort wendet sie sich nach Südwest und durchfließt Řeřišný (Brunnkress), das bis 1930 ebenfalls zum Glatzer Land gehörte und im Wege eines Grenzvertrags an die Tschechoslowakei gelangte. Deshalb findet sich auf älteren Landkarten für diesen Flussabschnitt auch die Bezeichnung Grenzflössel. Bei Machovská Lhota (Mölten Lhota) fließt der Židovka von links die Trnkava zu, die oberhalb von Ostra Góra (Nauseney) entspringt. Auf ihrem weiteren Verlauf fließt die Židovka durch Machov, wo ihr von links der Bučinský potok zufließt. Vor Nízká Srbská nimmt die Židovka von rechts die Třeslice auf, wendet sich danach nach Süden und fließt nach einem Halbkreis bei der Kozínek-Mühle aus dem Jahre 1783 in die aus der Adersbach-Weckelsdorfer Felsenstadt kommende Metuje (Mettau).
Obwohl die Quelle der Židovka zum Glatzer Kessel gehört, dessen Gewässer in die Oder und damit in die Ostsee entwässern, fließt die Židovka über die Metuje in die Elbe, und damit der Nordsee zu, da oberhalb ihrer Quelle die Wasserscheide verläuft.

## Nebenflüsse
- Trnkava, auch Machovský potok (l)
- Bučinský potok (l)
- Třeslice (r)